# Oldřich Hlavsa (Typograf)
Oldřich Hlavsa (*  4. November 1909 in Náchod; †  27. Dezember 1995 in Prag) war ein tschechischer Typograf, Buchgestalter und Schriftsteller. Er zählt zu den einflussreichsten Persönlichkeiten der tschechischen Typografie des 20. Jahrhunderts.

## Leben
Oldřich Hlavsa war gelernter Schriftsetzer und entwickelte seine künstlerische Sensibilität durch langjährige Praxis im Druckgewerbe sowie durch das Studium der Schriftgeschichte und der avantgardistischen Strömungen in der Schriftgestaltung. Obwohl er nie eine offizielle Lehrtätigkeit ausübte, gab er sein Wissen durch Publikationen weiter und war künstlerischer Redakteur der Zeitschrift Plamen.
Oldřich Hlavsa war Mitglied mehrerer internationaler Institutionen und Jurys im Bereich der angewandten Grafik und Buchkunst. Er erhielt zahlreiche nationale und internationale Auszeichnungen, darunter 1991 den Gutenberg-Preis der Stadt Leipzig für sein Lebenswerk.

## Werk
Oldřich Hlavsas Werk zeichnet sich durch experimentelle typografische Kompositionen aus, in denen er Typografie als visuelle Interpretation des Inhalts verstand. Er kombinierte klassische Schriften mit modernen Layouts und setzte Typografie als grafisches Gestaltungselement ein. Zu seinen wichtigsten Arbeiten zählen:
- Typografická písma latinková (1957), veröffentlicht in englischer Übersetzung als A Book of Type and Design (1960).
- Die dreibändige Reihe Typographia (1976, 1981, 1986), die zu einem wichtigen Standardwerk der tschechischen Typografie wurde.